# Nils Madsen
 Der er flere personer med dette navn, se Niels Madsen.
Nils Madsen (født 26. marts 1943 i Tølløse) er en dansk arkitekt og professor emeritus.
Han er søn af redaktør Gunnar Madsen og Hanna Voss Jensen og blev uddannet på Kunstakademiets Arkitektskole under Erik Christian Sørensen, Ejnar Borg og Jørgen Bo 1962-68. Han var efterfølgende ansat hos Jørgen Bo og var samtidig var lærer på Kunstakademiets Arkitektskole som assistent for Bo 1969-70, hos Dall & Lindhardtsen 1971-72, Friis & Moltke 1972-75 og 1978-80, C.F. Møllers Tegnestue 1975-78 og Warner, Burns, New York 1979-80. 1980 etablerede han egen tegnestue i Aarhus og i London 1986.
Madsen har været censor ved Arkitektskolen i Aarhus fra 1981, var gæstelærer sammesteds 1993 og blev lektor ved samme skole 1994 og 1997 professor. I 2009 blev han fyret efter at have kritiseret ledelsen af arkitektskolen.
Madsen modtog i 1991 Træprisen; blandt andet for Aarhus Stiftstidendes daværende bladhus på Oluf Palmes Allé. Han har ofte stræbt efter additive byggesystemer, og det gælder også Aarhus Stiftstidendes bygning, som er opdelt i blokke, tiltænkt henholdsvis tekniske og administrative funktioner. I 1990'erne fokuserede Nils Madsen på projekter i udviklingslandene som flygtningeboliger og vaccinationsklinikker.

## Værker
- Tekniske hjælpemidler for fysisk handicappede børn, Geelsgård Kostskole, Virum (1970)
- Eget hus, Havgårdsvej 43, Risskov (1976)
- Andelsboligerne Drivhuse, Randers (1982-84)
- Vadestedet, Ry (1982-84)
- Solfang og Regnbuen, Fredericia (1982-84)
- Torshammer, Skive (1982-84)
- Ombygning og opførelse af InWear-butikker, København og London (1986-87)
- Aarhus Stiftstidende, trykkeri, pakkeri og administration, Aarhus (1986-89)
- Udvikling af byggesystem til flygtningehuse (1992-93)
- Saphir, mobile vaccinationsstationer til udviklingslandene (1993)
- Dansk udstillingsstand, Expo '93, Seoul (1993, sammen med Peter Bysted)

Projekter:
- Riksdagsbygning, Stockholm (1970, sammen med Svend B. Nielsen)
- Museum for regalskibet Wasa, sammesteds (1980, sammen med Susanne Kjær)
- Hovedbibliotek, Ballerup (1980, for Dall og Lindhardtsen)
- Showroom for Södahl Design i Athen (1981)
- Uddannelsescenter, Hadsten (1982, 1. præmie)
- Udbygning af centralsygehus, Herning (1983, 2. præmie, sammen med Peter Bysted og Jan Fugl)
- Ombygning af enfamiliehus i Eindhoven, Holland (1983)
- Dansk eksportcenter, Valencia, Venezuela (1984, sammen med Peter Bysted)
- Hotel i Canterbury, England (1987)
- Tokyo International Forum, Tokyo (1989)
- Om- og tilbygning til Holloway Sanatorium, Virginia Water, England (1991)
- Musikhus, København (1993, 1. præmie, sammen med Friis & Moltke)
- Udvikling af økologiske byggesystemer, Tyskland (1993, sammen med samme)